# The Sword Thief
The Sword Thief (Brasil: O Ladrão de Espadas / Portugal: O Ladrão da Espada) é o terceiro livro da série The 39 Clues. Foi escrito por Peter Lerangis e publicado nos Estados Unidos pela Scholastic em 3 de março de 2009, e no Brasil pela Editora Ática em 2010. 

## Sinopse
E SE VOCÊ PRECISASSE CONFIAR NO SEU PIOR INIMIGO?
Não confiem em ninguém. Esse foi o conselho dado pelo advogado William McIntyre aos órfãos Amy e Dan Cahill quando eles decidiram e lançar na busca pelas 39 pistas que revelarão uma fonte de poder inimaginável. 
Em posse das espadas encontradas em Veneza, os irmãos seguem para o Japão e acompanham a trajetória do guerreiro Toyotomi Hideyoshi, outro Cahill que há séculos se envolveu nessa caça ao tesouro. Mas, para avançar no jogo, Amy e Dan terão que se arriscar e formar uma aliança com alguns de seus concorrentes, um caminho que se revelará repleto de armadilhas e decepções. 